# ریوتارو ناکاهارا
ریوتارو ناکاهارا (انگلیسی: Ryutaro Nakahara؛ زادهٔ ۱ اکتبر ۱۹۷۹) موسیقی‌دان، دی‌جی، آهنگساز، و تهیه‌کننده موسیقی اهل ژاپن است. وی از سال ۲۰۰۰ میلادی تاکنون مشغول فعالیت بوده‌است.